# El Triunfo (Escuintla)
El Triunfo es una localidad del estado mexicano de Chiapas. Es parte del municipio de Escuintla.

## Demografía
| Gráfica de evolución demográfica |
|                                  |

| Censo | Población |
| ----- | --------- |
| 1921  | 288       |
| 1930  | 471       |
| 1940  | 520       |
| 1950  | 781       |
| 1960  | 1 108     |
| 1970  | 1 634     |
| 1980  | 1 937     |
| 1990  | 2 547     |
| 2000  | 2 347     |
| 2010  | 2 719     |
| 2020  | 2 418     |